# 21 Laps Entertainment
21 Laps Entertainment è una casa di produzione cinematografica e televisiva indipendente statunitense fondata e gestita dal regista canadese Shawn Levy.
La società è meglio conosciuta come i produttori di Stranger Things e distribuisce esclusivamente contenuti attraverso una partnership con Netflix. 
Ha anche prodotto film come Una scatenata dozzina (Cheaper by the Dozen), The Spectacular Now, Real Steel, Arrival e il franchise Una notte al museo, così come le collaborazioni di Levy con l'attore e produttore Ryan Reynolds, che includono Free Guy - Eroe per gioco (Free Guy), The Adam Project e Deadpool & Wolverine. Il nome dell'azienda ha origine dal numero di giri che la figlia maggiore di Levy ha corso in un jogathon quando aveva 5 anni.
Oltre al logo, l'icona dovrebbe rappresentare una pista da corsa.

## Storia
Nel 1999, Shawn Levy, che dopo il suo inizio in televisione incorporò e fondò la società come Wunjo, Inc. È stato nel nome solo dall'inizio fino al 2005. Levy ha fatto il suo ruolo di svolta come regista in Big Fat Liar, Oggi sposi... niente sesso (Just Married) e Una scatenata dozzina (Cheaper by the Dozen). 
Nel 2003, Levy, dopo il successo dei suoi suddetti lungometraggi, ha lanciato la sua società di produzione con un primo accordo alla 20th Century Fox Television. L'accordo era quello di produrre sitcom di mezz'ora e drammi di un'ora. 
Nel 2005, Levy ha rinominato lo studio in 21 Laps Entertainment e ha firmato un accordo non esclusivo con la 20th Century Fox per produrre i loro film. La divisione cinematografica sarebbe gestita da Tom McNulty, ex dipendente di Happy Madison Productions, e la sua divisione televisiva da J.J. Piccolo. I primi due prodotti erano Il ritorno della scatenata dozzina (Cheaper by the Dozen 2) e Pepper Dennis. 
Nel 2010, Levy e Marty Adelstein hanno firmato per formare una società televisiva chiamata 21 Laps/Adelstein Productions, e hanno firmato un accordo con la 20th Century Fox Television e hanno assunto Becky Clements come presidente. 
Nel 2014, sia Levy che Adelstein si sono separati, con quest'ultimo che ha lanciato Tomorrow Studios come joint venture con ITV Studios. 
Nel luglio 2016, uno dei progetti televisivi dell'azienda, Stranger Things, è stato presentato in anteprima su Netflix e ha ottenuto il plauso della critica, guadagnando il 95% su Rotten Tomatoes con 55 recensioni su 58 positive. 
La prima stagione dello show è stata anche una delle serie più seguite di Netflix, con una media di 14,07 milioni di adulti tra i 18 e i 49 anni nei suoi primi 35 giorni. 
Oltre a produrre la serie, Levy ha diretto due degli episodi della prima stagione. 
La terza stagione è stata presentata in anteprima il 4 luglio 2019  e la quarta stagione è stata presentata in anteprima in due parti il 27 maggio 2022 e il 1° luglio 2022.  
È stato rinnovato per una quinta e ultima stagione.
Nel 2020, l'azienda ha firmato un accordo di primo sguardo con Netflix. 

## Filmografia

#### Cinema
| Film | Data di uscita                                                                           | Regia                 | Sceneggiatura                                                     | Colonna sonora                              | Altre case di produzione                                                                                       | Distribuzione                       |
| --- | ---------------------------------------------------------------------------------------- | --------------------- | ----------------------------------------------------------------- | ------------------------------------------- | --- | ----------------------------------- |
| Mamma non baciare Babbo Natale (I Saw Mommy Kissing Santa Claus)                                                                                     | 23 ottobre 2001                                                                          | John Shepphird        | Steve Jankowski, John Shepphird, Mike Sorrentino e Randy Vampotic | David Reynolds                              | Regent Entertainment, ACH and Medien Capital Treuhand                                                          | Pax TV                              |
| Big Fat Liar | 8 febbraio 2002                                                                          | Shawn Levy            | Dan Schneider                                                     | Christophe Beck                             | Tollin/Robbins Productions                                                                                     | Universal Pictures                  |
| Oggi sposi... niente sesso (Just Married) | 10 gennaio 2003?                                                                         | Shawn Levy            | Robert Simonds                                                    | Christophe Beck                             | Mediastream III, Robert Simonds Productions, 20th Century Fox                                                  | 20th Century Fox                    |
| Una scatenata dozzina (Cheaper by the Dozen) | 25 dicembre 2003                                                                         | Shawn Levy            | Sam Harper, Joel Cohen, Alec Sokolow                              | Christophe Beck                             | Robert Simonds Productions, 20th Century Fox                                                                   | 20th Century Fox                    |
| Il ritorno della scatenata dozzina (Cheaper by the Dozen 2)                                                                                          | 21 dicembre 2005                                                                         | Adam Shankman         | Sam Harper                                                        | John Debney                                 | 20th Century Fox                                                                                               | 20th Century Fox                    |
| Una notte al museo (Night at the Museum) | 22 dicembre 2006                                                                         | Shawn Levy            | Thomas Lennon, Robert Ben Garant                                  | Alan Silvestri                              | 20th Century Fox, 1492 Pictures                                                                                | 20th Century Fox                    |
| Notte brava a Las Vegas (What Happens in Vegas) | 9 maggio 2008                                                                            | Tom Vaughan           | Dana Fox                                                          | Christophe Beck                             | Regency Enterprises, 21 Laps Entertainment, Mosaic Media Group, Dune Entertainment, Penn Station Entertainment | 20th Century Fox                    |
| The Rocker - Il batterista nudo (The Rocker) | 20 agosto 2008                                                                           | Peter Cattaneo        | Maya Forbes, Wallace Wolodarsky, Ryan Jaffe                       | Christopher Faizi                           | Fox Atomic | 20th Century Fox                    |
| Una notte al museo 2 - La fuga (Night at the Museum 2: Battle of the Smithsonian)                                                                    | 22 maggio 2009                                                                           | Shawn Levy            | Robert Ben Garant, Thomas Lennon                                  | Alan Silvestri                              | 20th Century Fox, 1492 Pictures, Dune Entertainment                                                            | 20th Century Fox                    |
| Notte folle a Manhattan (Date Night) | 9 aprile 2010                                                                            | Shawn Levy            | Josh Klausner                                                     | Alan Silvestri                              | 20th Century Fox, Media Magik Entertainment                                                                    | 20th Century Fox                    |
| Real Steel | 7 ottobre 2011                                                                           | Shawn Levy            | John Gatins                                                       | Danny Elfman                                | DreamWorks Pictures, Reliance Entertainment, ImageMovers, Montford/Murphy Productions                          | Walt Disney Studios Motion Pictures |
| Vicini del terzo tipo (The Watch) | 27 luglio 2012                                                                           | Akiva Schaffer        | Seth Rogen, Evan Goldberg                                         | Christophe Beck                             | 20th Century Fox                                                                                               | 20th Century Fox                    |
| Gli stagisti (The Internship) | 7 giugno 2013                                                                            | Shawn Levy            | Jared Stern, Vince Vaughn                                         | Christophe Beck                             | 20th Century Fox, Regency Enterprises, Wild West Picture Show Productions                                      | 20th Century Fox                    |
| The Spectacular Now | 2 agosto 2013                                                                            | James Ponsoldt        | Scott Neustadter, Michael H. Weber                                | Rob Simonsen                                | Andrew Lauren Productions, Global Produce                                                                      | A24                                 |
| This Is Where I Leave You | 19 settembre 2014                                                                        | Shawn Levy            | Jonathan Tropper                                                  | Michael Giacchino                           | Spring Creek Productions                                                                                       | Warner Bros.                        |
| Una fantastica e incredibile giornata da dimenticare (Alexander and the Terrible, Horrible, No Good, Very Bad Day)                                   | 10 ottobre 2014                                                                          | Miguel Arteta         | Rob Lieber                                                        | Christophe Beck                             | Walt Disney Pictures, Jim Henson Company e Land of Plenty Productions                                          | Walt Disney Studios Motion Pictures |
| Notte al museo - Il segreto del faraone (Night at the Museum: Secret of the Tomb)                                                                    | 19 dicembre 2014                                                                         | Shawn Levy            | David Guion, Michael Handelman                                    | Alan Silvestri                              | 20th Century Fox, 1492 Pictures, TSG Entertainment                                                             | 20th Century Fox                    |
| Arrival | 11 novembre 2016                                                                         | Denis Villeneuve      | Eric Heisserer                                                    | Jóhann Jóhannsson                           | Lava Bear Films, FilmNation Entertainment                                                                      | Paramount Pictures                  |
| Proprio lui? (Why Him?) | 23 dicembre 2016                                                                         | John Hamburg          | John Hamburg e Ian Helfer                                         | Alan Silvestri                              | 20th Century Fox, Red Hour Films, TSG Entertainment                                                            | 20th Century Fox                    |
| Botte da prof. (Fist Fight) | 17 febbraio 2017                                                                         | Richie Keen           | Van Robichaux e Evan Susser                                       | Dominic Lewis                               | New Line Cinema, Village Roadshow Pictures, RatPac-Dune Entertainment and Wrigley Pictures                     | Warner Bros.                        |
| Tavolo n.19 (Table 19) | 3 marzo 2017                                                                             | Jeffrey Blitz         | Mark Duplass, Jay Duplass e Jeffrey Blitz                         | John Swihart                                | 3311 Productions                                                                                               | Fox Searchlight Pictures            |
| Kodachrome | 20 aprile 2018                                                                           | Mark Raso             | Jonathan Tropper                                                  | Agatha Kaspar                               | The Gotham Group, Motion Picture Capital, Cuckoo Lane                                                          | Netflix                             |
| Darkest Minds (The Darkest Minds) | 3 agosto 2018                                                                            | Jennifer Yuh Nelson   | Chad Hodge                                                        | Benjamin Wallfisch                          | | 20th Century Fox                    |
| Kin | 31 agosto 2018                                                                           | Jonathan e Josh Baker | Daniel Casey                                                      | Mogwai                                      | Hurwitz Creative, Lionsgate, No Trace Camping                                                                  | Lionsgate                           |
| Love and Monsters | 16 ottobre 2020 (distribuzione cinematografica) 14 aprile 2021 (distribuzione streaming) | Michael Matthews      | Brian Duffield, Matthew Robinson                                  | Marco Beltrami, Marcus Trumpp               | Paramount Pictures, Entertainment One                                                                          | Netflix                             |
| The Violent Heart | 21 febbraio 2021                                                                         | Kerem Sanga           | Kerem Sanga                                                       | John Swihart                                | Material Pictures e 3311 Productions                                                                           | Gravitas Ventures                   |
| Free Guy - Eroe per gioco (Free Guy) | 13 agosto 2021                                                                           | Shawn Levy            | Matt Lieberman, Zak Penn                                          | Christophe Beck                             | 20th Century Studios, Berlanti Productions, Lit Entertainment Group, Maximum Effort, TSG Entertainment         | Walt Disney Studios Motion Pictures |
| C'è qualcuno in casa tua (There's Someone Inside Your House)                                                                                         | 14 aprile 2021                                                                           | Patrick Brice         | Henry Gayden                                                      | Zachary Dawes                               | Netflix, Atomic Monster                                                                                        | Netflix                             |
| Rosaline | 13 agosto 2021                                                                           | Karen Maine           | Scott Neustadter, Michael H. Weber                                | Ian Hultquist, Sofia Hultquist, Drum & Lace | 20th Century Studios                                                                                           | Hulu, Disney+, Star+                |
| The Adam Project | 11 marzo 2022                                                                            | Shawn Levy            | Jonathan Tropper, T. S. Nowlin, Jennifer Flackett, Mark Levin     | Rob Simonsen                                | Skydance Media e Maximum Effort                                                                                | Netflix                             |
| Una notte al museo - La vendetta di Kahmunrah (Night at the Museum: Kamunrah Rises Again)                                                            | 9 dicembre 2022                                                                          | Matt Danner           | Ray DeLaurentis, William Schifrin, Milan Trenc                    | John Paesano                                | 20th Century Studios, 20th Century Animation, Fox Family Films                                                 | Disney+                             |
| Crater | 9 dicembre 2022                                                                          | Kyle Patrick Alvarez  | John Griffin                                                      | Dan Romer, Osei Essed                       | Walt Disney Pictures                                                                                           | Disney+                             |
| The Boogeyman | 2 giugno 2023                                                                            | Rob Savage            | Scott Beck, Bryan Woods, Mark Heyman                              | Patrick Jonsson                             | 20th Century Studios, NeoReel                                                                                  | Walt Disney Studios Motion Pictures |
| Deadpool & Wolverine | 24 luglio 2024                                                                           | Shawn Levy            | Rhett Reese, Paul Wernick, Zeb Wells, Ryan Reynolds, Shawn Levy   | Rob Simonsen                                | Marvel Studios e Maximum Effort                                                                                | Walt Disney Studios Motion Pictures |
| Never Let Go - A un passo dal male (Never Let Go) | 20 settembre 2024                                                                        | Alexandre Aja         | KC Coughlin, Ryan Grassby                                         | Robin Coudert                               | HalleHolly è Media Capital Technologies                                                                        | Lionsgate                           |
| Alexander e il terribile, orribile, abominevole ma veramente bruttissimo viaggio (Alexander and the Terrible, Horrible, No Good, Very Bad Road Trip) | 28 marzo 2025                                                                            | Marvin Lemus          | Matt Lopez                                                        | Camilo Lara                                 | Pipeline Studios, The Jim Henson Company, Walt Disney Pictures                                                 | Disney+                             |

#### Televisione
| Serie televisiva                                            | Data di uscita   | Showrunner/Autore                                  | Altre case di produzione | Distribuzione |
| ----------------------------------------------------------- | ---------------- | -------------------------------------------------- | --- | ------------- |
| Pepper Dennis                                               | 4 aprile 2006    | Gretchen J. Berg e Aaron Harberts                  | 20th Century Fox Television | The WB        |
| L'uomo di casa (Last Man Standing)                          | 11 ottobre 2011  | Jack Burditt                                       | 20th Century Fox Television Double Wide Productions, NestEgg Productions, Mr. Big Shot Fancy-Pants Productions and Lyonsberry Productions | ABC, Fox      |
| Cristela                                                    | 10 ottobre 2014  | Cristela Alonzo, Kevin Hench                       | 21 Laps-Adelstein Productions, Hench in the Trench Productions, 20th Century Fox Television                                               | ABC           |
| Stranger Things                                             | 15 luglio 2016   | Matt e Ross Duffer                                 | Monkey Massacre Productions | Netflix       |
| Imaginary Mary                                              | 29 marzo 2017    | Adam F. Goldberg, David Guarascio, Patrick Osborne | Dog Oaks, Adam F. Goldberg Productions, Happy Madison Productions, ABC Studios, Sony Pictures Television                                  | ABC           |
| I Am Not Okay with This                                     | 26 febbraio 2020 | Jonathan Entwistle, Christy Hall                   | Ceremony Pictures e Raindrop Valley | Netflix       |
| Unsolved Mysteries                                          | 2020-in corso    | John Cosgrove e Terry Dunn Meurer                  | Cosgrove-Meurer Productions | Netflix       |
| Dash & Lily                                                 | 10 novembre 2020 | Rachel Cohn e David Levithan                       | Cosgrove-Meurer Productions | Netflix       |
| Tenebre e ossa (Shadow and Bone)                            | 23 aprile 2021   | Eric Heisserer                                     | Chronology and Loom Studios | Netflix       |
| Tutta la luce che non vediamo (All the Light We Cannot See) | 23 aprile 2021   | Shawn Levy, Steven Knight                          | Nebula Star | Netflix       |
| The Perfect Couple                                          | 5 settembre 2024 | Jenna Lamia                                        | Blossom Films, Pathless Woods Productions Inc., Two–Four Two–Four Go e The Jackal Group                                                   | Netflix       |